# TSR Podborze
TSR Podborze – telewizyjna stacja retransmisyjna znajdująca się w Podborzu, przy drodze E67. Właścicielem obiektu jest EmiTel sp. z o.o.
17 czerwca 2013 roku została zakończona emisja programów telewizji analogowej. Tego samego dnia rozpoczęto nadawanie sygnału trzeciego multipleksu w ramach naziemnej telewizji cyfrowej.

## Parametry
- Wysokość posadowienia podpory anteny: 141 m n.p.m.[3]
- Wysokość zawieszenia systemów antenowych: Radio: 39, TV: 35 m n.p.t.[3]

## Transmitowane programy

### Programy telewizyjne - cyfrowe
| Skład multipleksu                                                                                                | Częstotliwość | Kanał | Moc promieniowana nadajnika | Polaryzacja | Kompresja wizji |
| --- | ------------- | ----- | --------------------------- | ----------- | --------------- |
| MUX 3 - TVP1 HD - TVP2 HD - TVP3 Warszawa HD - TVP ABC HD - TVP Kultura - TVP Historia - TVP Sport - TVP Info HD | 642 MHz       | 42    | 0,038                       | pozioma     | H.265/HEVC      |

### Programy radiowe
| LP | Program           | Właściciel                                                                | Częstotliwość | Moc nadajnika | Polaryzacja |
| -- | ----------------- | ------------------------------------------------------------------------- | ------------- | ------------- | ----------- |
| 1  | Polskie Radio RDC | Polskie Radio – Regionalna Rozgłośnia w Warszawie "Radio dla Ciebie" S.A. | 87,6 MHz      | 1 kW          | pozioma     |
| 2  | Radio Maryja      | Prowincja Warszawska Zgromadzenia O.O. Redemptorystów                     | 100,4 MHz     | 5,5 kW        | pionowa     |

## Nienadawane analogowe programy telewizyjne
Programy telewizji analogowej wyłączone 17 czerwca 2013 roku.
| LP | Program | Właściciel            | Częstotliwość | Kanał | Moc nadajnika | Polaryzacja |
| -- | ------- | --------------------- | ------------- | ----- | ------------- | ----------- |
| 1  | TVP1    | Telewizja Polska S.A. | 751,25 MHz    | 56    | 0,15 kW       | pozioma     |
| 2  | TVP2    | Telewizja Polska S.A. | 783,25 MHz    | 60    | 0,15 kW       | pozioma     |